# Saint-Barthélemy (Antilles françaises)
Pour les articles homonymes, voir Saint-Barthélemy.
Saint-Barthélemy est une île française des Petites Antilles  située en mer des Caraïbes. Avec les îlots qui en dépendent et sont situés à moins de 8 milles marins de ses côtes, elle constitue la collectivité de Saint-Barthélemy, une collectivité d'outre-mer (COM) au sens de l'article 74 de la Constitution depuis le 15 juillet 2007,,,. Avant cette date, elle était une commune dépendant du département d'outre-mer de la Guadeloupe.
Elle est familièrement appelée Saint-Barth (ou, par les anglophones, St Barts). Ses habitants s’appellent eux-mêmes Saint-Barth dans le créole pratiqué sur l’île.
Saint-Barthélemy est une destination touristique en particulier pour le tourisme haut-de-gamme.
Son code postal est le 97133 et son code officiel géographique (code Insee) est le 977 depuis le 1er janvier 2008 (ou le 97701 en forme longue).
Le 6 septembre 2017, l'île est dévastée par l'ouragan Irma, tout aussi sévèrement que l'île de Saint-Martin voisine.
Saint-Barth était autrefois peuplée par un peuple autochtone d’Amérique du Nord, les « Arawaks » .

## Histoire

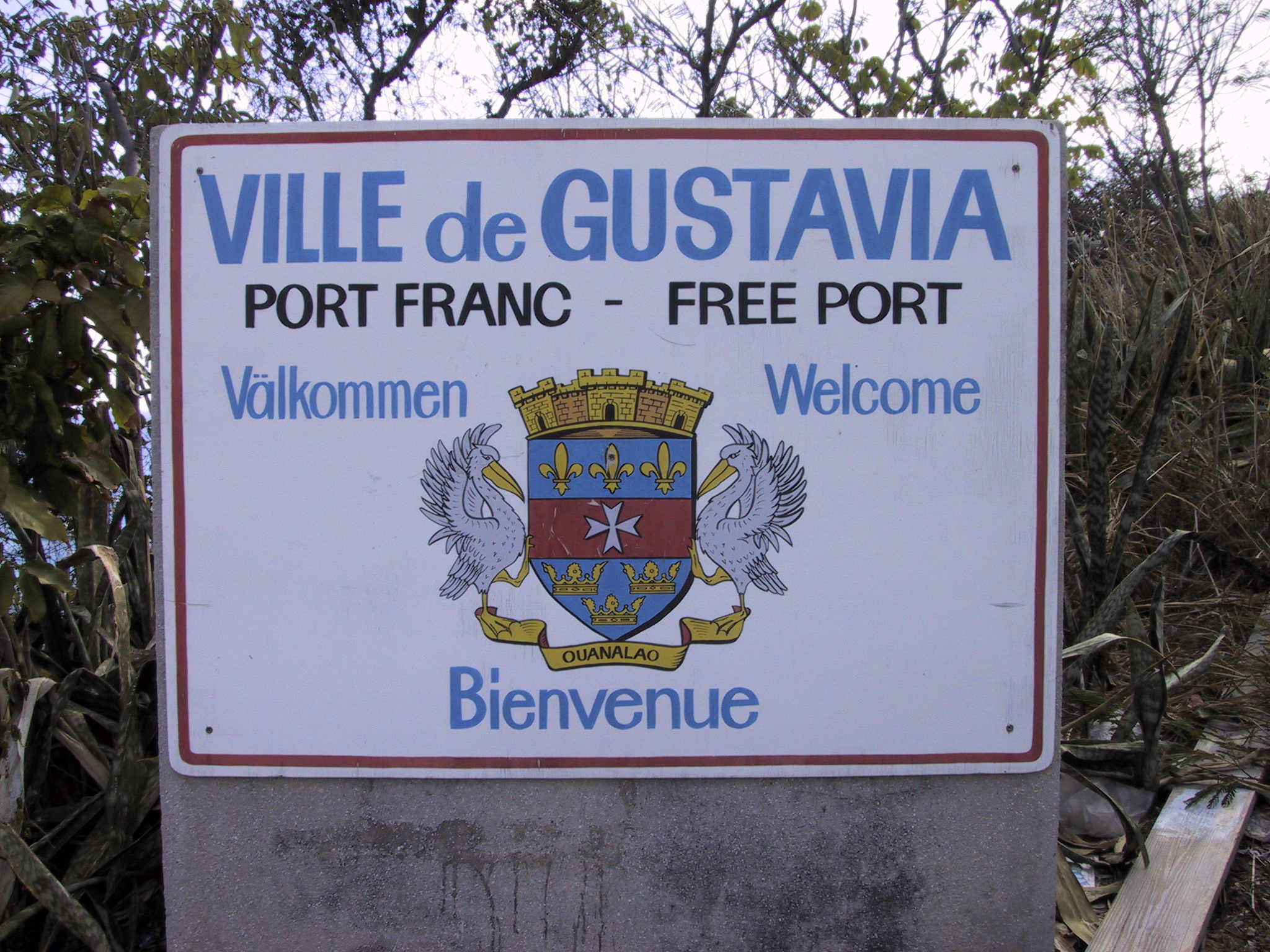
Panneau à l'entrée de Gustavia écrit en français, suédois et anglais.

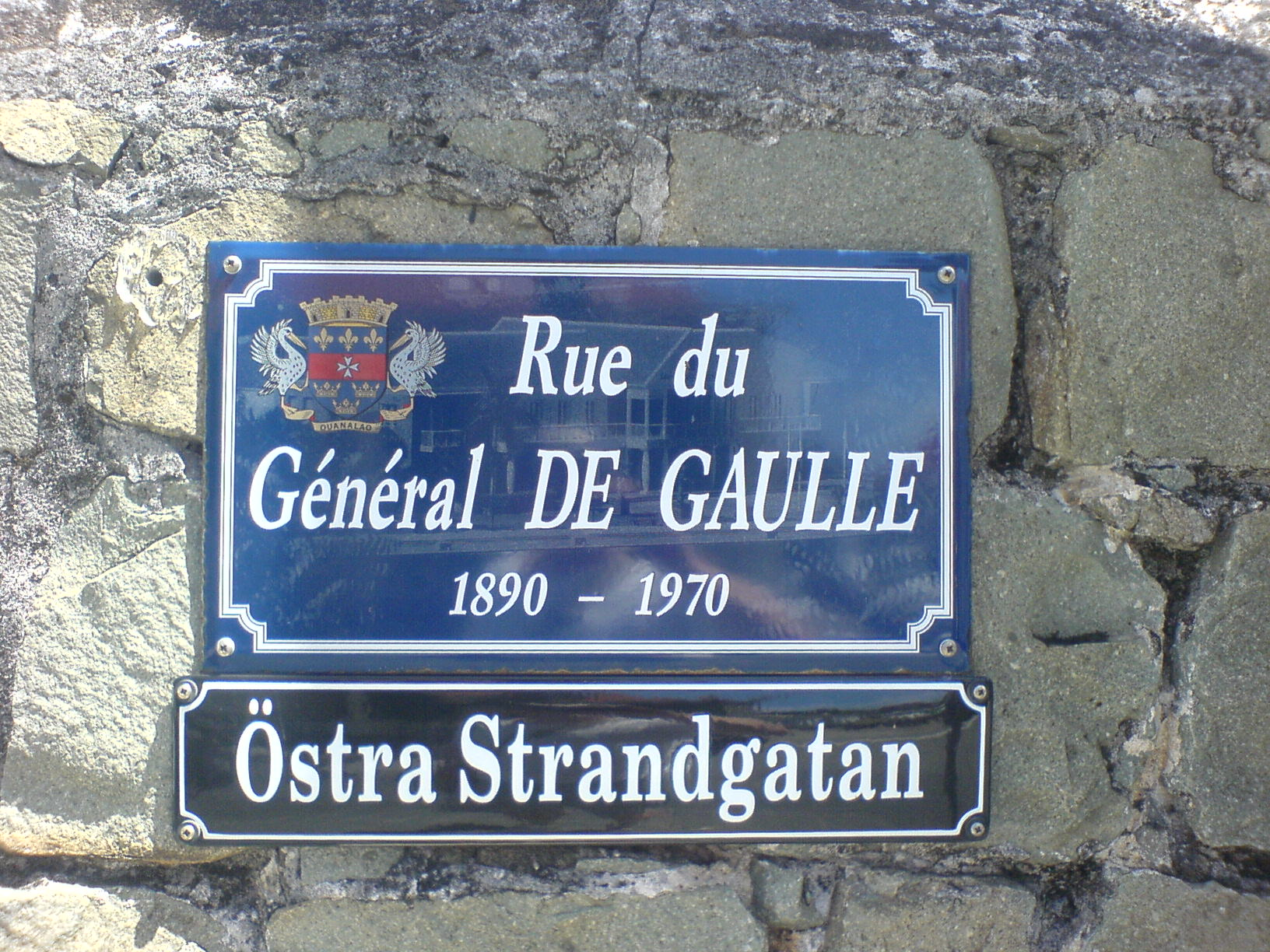
Plaques de rue à Gustavia.

Les premiers hommes de l'île sont des autochtones issus des différentes vagues jusqu'aux Kalinagos (ou Caraïbes/Galibis). Le nom kalina de l'île était Ouanalao ou Arawak. Christophe Colomb aborde l'île lors de son deuxième voyage (1493). Il  la renomme San Bartolomeo en l'honneur de son frère Bartolomeo et la revendique au nom des souverains de Castille et d'Aragon.
En 1648 a lieu la première occupation par les Français, sur décision du commandeur Longvilliers de Poincy. De 1651 à 1656, L'île est gouvernée par les Hospitaliers de l'ordre de Saint-Jean de Jérusalem. Elle est ensuite abandonnée jusqu'en 1659, date à laquelle elle redevient colonie française. 
Du fait d'un sol pauvre et montagneux et d'un climat très sec, elle n'offre presque aucun potentiel économique pour les plantations. Elle ne connaitra que très peu  de plantations qui feront la prospérité des plus grandes iles. Mais elle demeure cependant un enjeu stratégique dans le nord des Petites Antilles notamment par son port naturellement protégé du Carénage.  Elle est également située sur la route la plus courte depuis l'Europe et elle servira rapidement de première escale, et de port d'éclatement, comme ses voisines Saint Christophe et Anguilla pour les navires en provenance d'Europe ou au départ vers l'Europe. Les habitants y développent surtout la pêche, l'élevage de chèvres, la récolte de sel, la culture du coton et de l'indigo. 

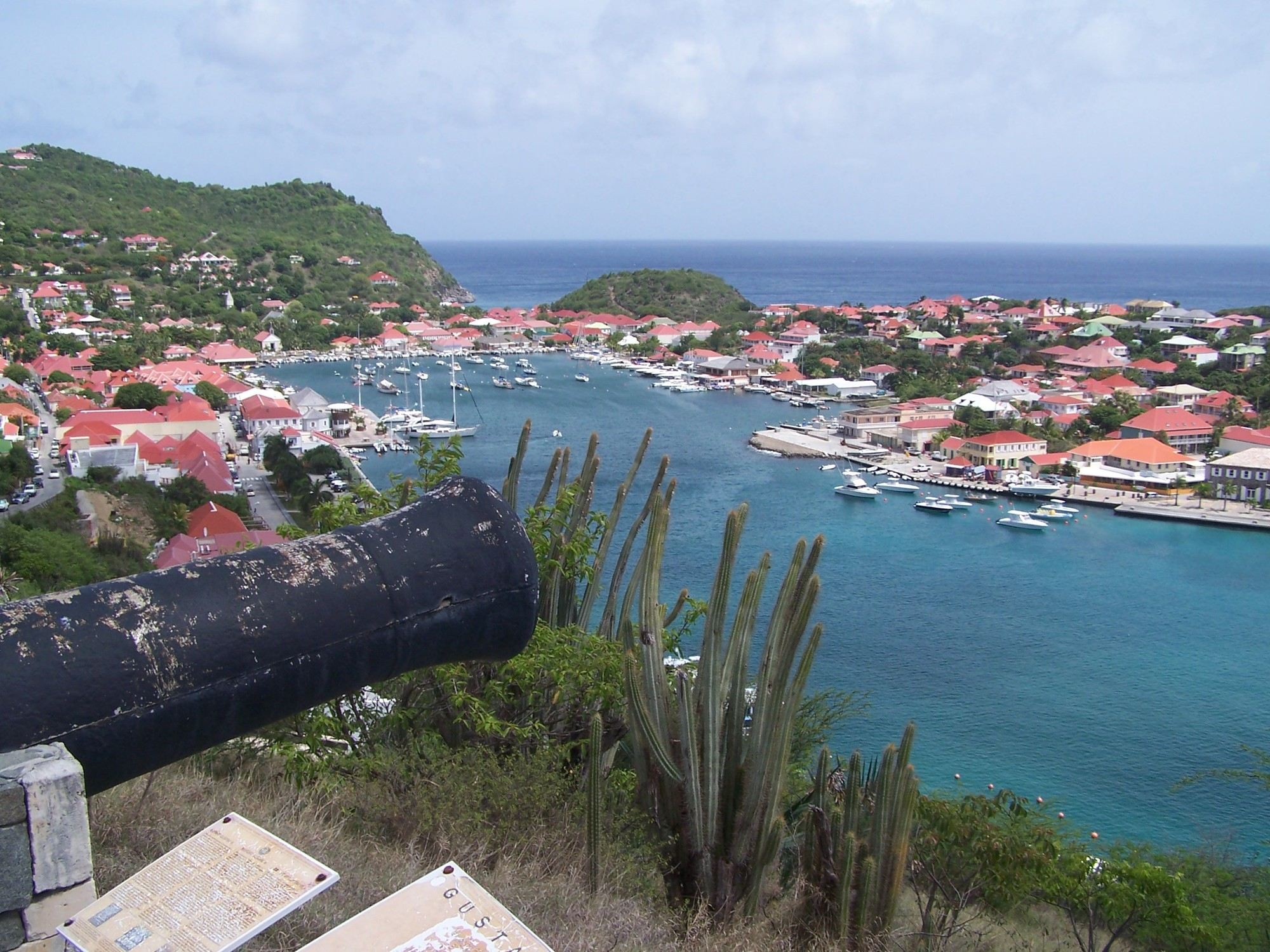
Port de Gustavia.

En 1784, l'île est cédée par Louis XVI au roi Gustave III de Suède contre un droit d'entrepôt à Göteborg. Les Suédois font de Saint-Barthélemy un port franc en 1785. En hommage au roi de Suède, le principal bourg de l'île (Le Carénage) est renommé Gustavia vers 1787. Une ordonnance de « Police générale » suédoise légalise l'esclavage à Saint-Barthélemy à partir de 1787 en lieu et place du Code noir français ; l'esclavage y est définitivement aboli le 9 octobre 1847.
Saint-Barthélemy ayant été ravagée par un cyclone puis par l’incendie de sa capitale en 1852, elle n’a plus de ressources et ne présente plus d’intérêt commercial. Le roi de Suède et de Norvège Oscar II, après avoir proposé l'île aux États-Unis et à l'Italie, se tourne alors vers la France. La rétrocession est négociée en 1877 ; par un référendum local, la population, qui était restée francophone et catholique, se montre quasi unanime en faveur du rattachement (350 pour sur 351 votants). Moyennant le versement de 320 000 francs,, Saint-Barthélemy retourne à la France et est rattachée à la Guadeloupe le 16 mars 1878. 
A l'initiative des membres de l'Association Saint-Barth des Amis de la Suède (ASBAS) et de son Président d'honneur Marius Stakelborough (1923-2020), Saint-Barthélemy est jumelée avec la ville suédoise de Piteå, faisant le lien de l'île et de son passé avec la Suède. 
En 1946, l'aventurier franco-néerlandais Rémy de Haenen (1916-2008) pose pour la première fois un avion sur l'île, dans un terrain de savane où sera construit  l'aéroport Saint-Jean-Gustave III, rebaptisé Rémy-de-Haenen en 2015. En 1953, comprenant le potentiel de l'île, il acquiert un terrain dans la baie de Saint-Jean pour quelques centaines de dollars. 

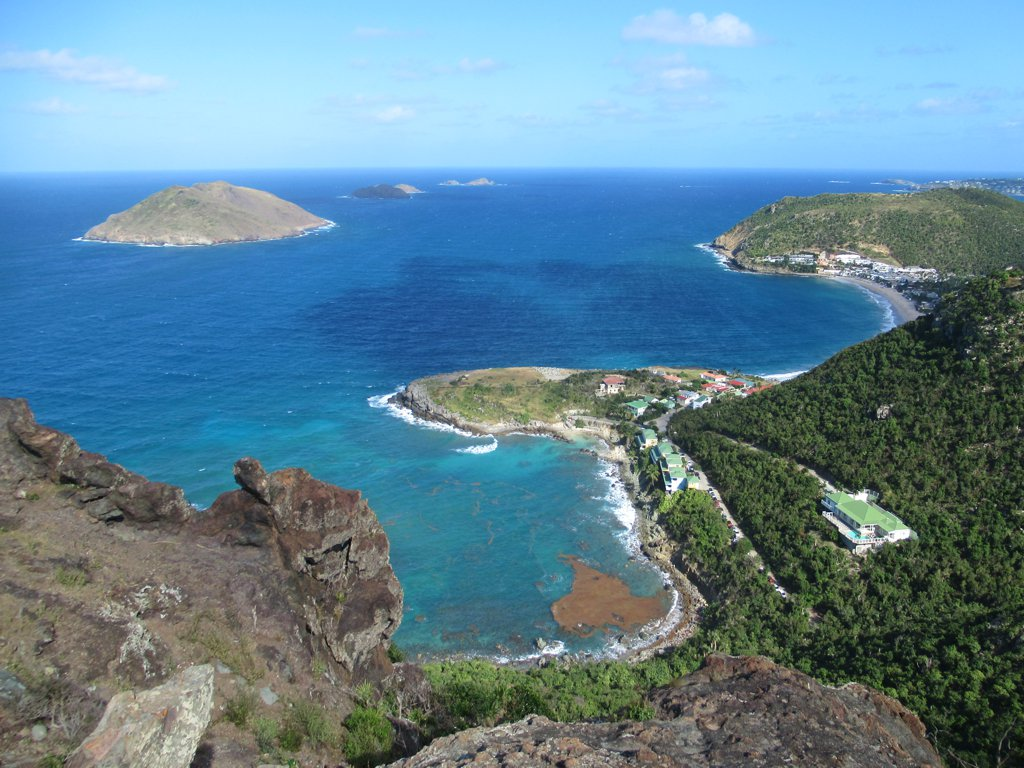
Le Colombier Beach Trail, jusqu'à la pointe nord-ouest de Saint-Barthélemy, commence à la Petite Anse.

En 1957, David Rockefeller fait édifier une villa moderniste à l'anse de Colombier. Le milliardaire est imité et, depuis les années 1960, l'île se transforme en une destination touristique de luxe, renforcée par l'interdiction de construire des immeubles de grande hauteur et l'absence d'un tourisme de masse. Dès lors, des personnalités de la jet-set y séjournent, de Greta Garbo à Kate Moss.
De 1962 à 2007, les communes de Saint-Martin et de Saint-Barthélemy constituent le 3e arrondissement de la Guadeloupe (« les îles du Nord »), étant administrées par un sous-préfet ayant sa résidence principale à Saint-Martin. Le 7 décembre 2003, les électeurs de Saint-Barthélemy approuvent par consultation populaire, avec une participation de 78,71 % et 95,51 % des suffrages exprimés, un projet institutionnel faisant de leur île une collectivité territoriale à assemblée unique détachée du DOM-ROM de la Guadeloupe. Les premières élections territoriales de Saint-Barthélemy sont convoquées en juillet 2007 et l'île devient, le 15 juillet 2007, officiellement collectivité d'outre-mer : la commune de Saint-Barthélemy est dissoute, de même que l’arrondissement départemental et le canton.
À partir de janvier 2012, Saint-Barthélemy fait partie de la liste des Pays et territoire d'outre-mer européens. Elle est séparée de l'Union européenne à la demande du président de la République Nicolas Sarkozy, adressée le 30 juin 2010 au président du Conseil européen Herman Van Rompuy.
Le 6 septembre 2017, Saint-Barthélemy est directement touchée par l'ouragan Irma, l'un des plus puissants jamais enregistrés dans l'Atlantique Nord (classé 5), et le plus long (plus de 33 heures) jamais documenté dans le monde. La vitesse du vent dépasse 300 km/h (rafales jusqu'à 360 km/h) causant de lourds dégâts sur l'île. 48 heures après le passage d'Irma, José, un ouragan de force 4, frôle Saint-Barthélemy et Saint-Martin. Le 14 septembre, Philippe Gustin, préfet, est nommé délégué interministériel pour la reconstruction des îles de Saint-Barthélemy et de Saint-Martin. Un décret du 24 avril 2019 met fin à la mission du délégué interministériel, le comité interministériel pour la reconstruction est quant à lui maintenu. Ce décret met par ailleurs en place un délégué interministériel aux risques majeurs outre-mer rattaché au ministère de la Transition écologique, pour une durée de deux ans.

## Géographie

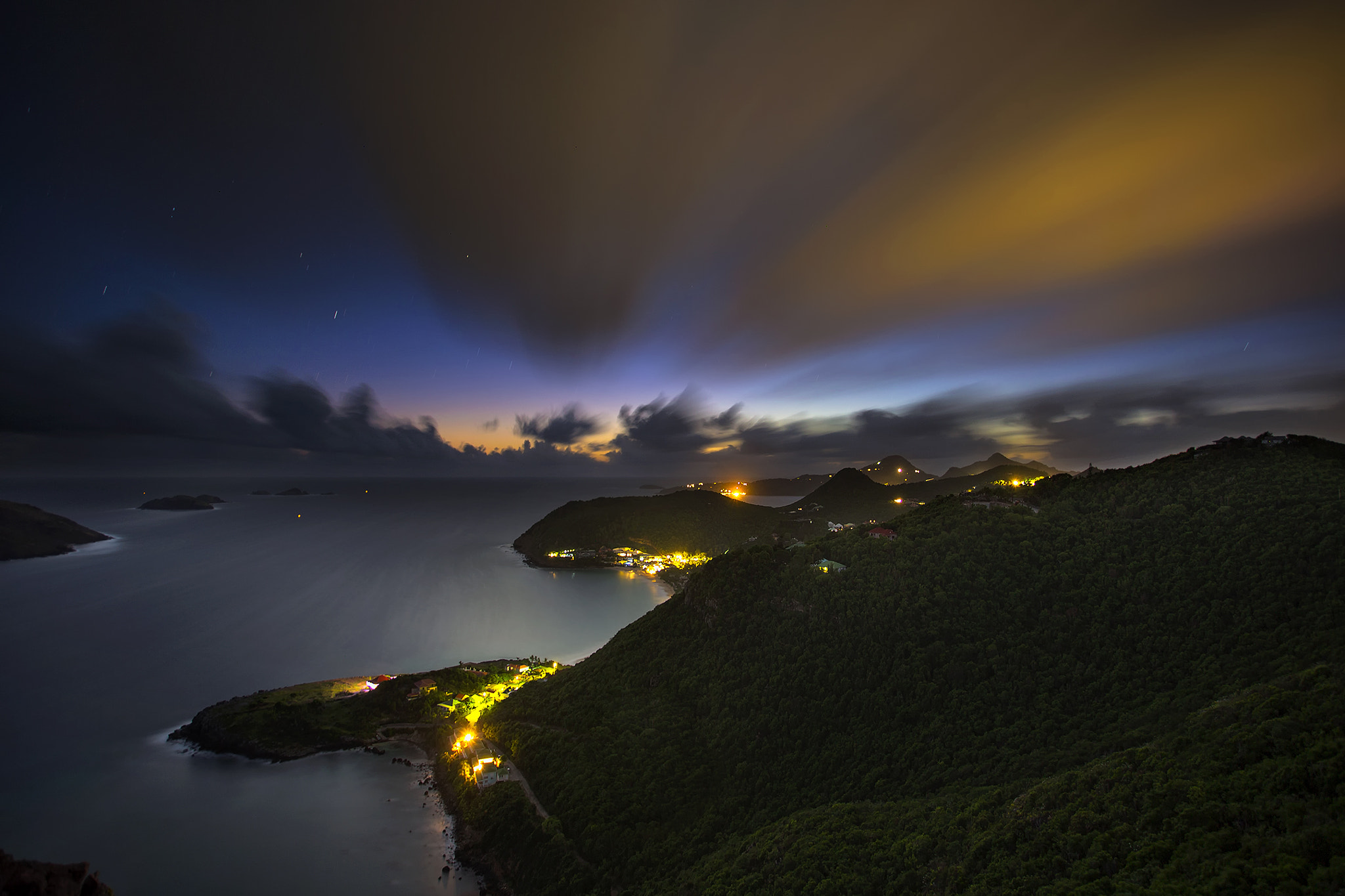
Vue nocturne de la côte nord-ouest de Saint-Barth, avec la petite anse de Colombier au 1er plan, et celle des Flamands au 2e.

Saint-Barthélemy se situe dans la mer des Caraïbes, à 20 km à l'est-sud-est de Saint-Martin et à 51 km au nord de l'île Saint-Christophe (Saint-Christophe-et-Niévès). La Guadeloupe se trouve à 203 km au sud-est.
C’est une île montagneuse faite essentiellement de roches volcaniques d’environ 21 km2 (24 km2 avec ses îlets). Elle possède 32 km de côtes.
Sa population totale au 1er janvier 2020 s’élève à 10 124 habitants.
Le point culminant de l'île est le morne de Vitet à 284 m.
L’île est entourée de nombreux îlets parmi lesquels l’île Chevreau, Coco, île Fourchue (important mouillage de plaisance), île Frégate, La Tortue, Île le Boulanger, Les Grenadins, Pain de Sucre, île Pelé, île Petit Jean, Toc Vers, Les Gros Islets, Les Petits Saints, Roche Plate (Table à Diable), Mancel (La Poule et les Poussins)…
L’île dispose d’une zone économique exclusive (ZEE) de 4 000 km2. Il existe cependant un litige maritime entre la France et Antigua-et-Barbuda.

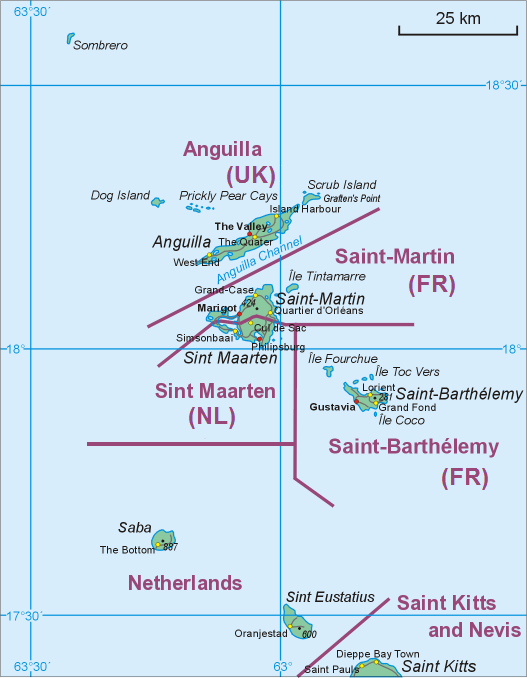
L'emplacement de Saint-Barthélémy par rapport à Saint-Martin et Saint-Christophe.
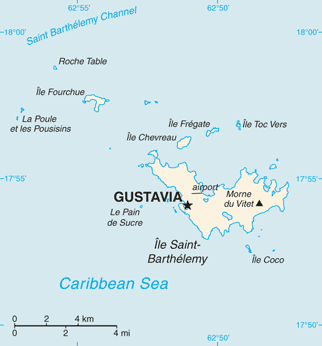
Île de Saint-Barthélemy.

## Climat
| Mois                              | jan. | fév. | mars | avril | mai  | juin | jui. | août  | sep.  | oct.  | nov.  | déc. | année |
| --------------------------------- | ---- | ---- | ---- | ----- | ---- | ---- | ---- | ----- | ----- | ----- | ----- | ---- | ----- |
| Température minimale moyenne (°C) | 22,6 | 22,4 | 22,7 | 23,3  | 24,2 | 25,2 | 25,3 | 25,3  | 25,3  | 24,9  | 24,2  | 23,2 | 24,1  |
| Température maximale moyenne (°C) | 27,9 | 28,2 | 28,5 | 29,4  | 30,4 | 30,9 | 30,9 | 30,9  | 31,1  | 30,9  | 29,5  | 28,2 | 29,7  |
| Précipitations (mm)               | 58,1 | 46,4 | 50,6 | 58,2  | 91,4 | 54,5 | 79,4 | 101,7 | 111,2 | 125,8 | 108,3 | 98,4 | 984   |

## Milieu naturel
Saint-Barthélemy est une île dite « sèche » ; la nature de son socle rocheux, son relief, la déforestation ancienne et les faibles précipitations font que l'eau n'est pas assez retenue pour fournir les habitants en eau potable. Celle-ci est importée (bouteilles) ou est fournie au robinet à partir d'eau de mer dessalée par osmose inverse, ce qui explique l'un des prix au mètre cube le plus élevé de France. La récolte d'eau de pluie est aussi pratiquée. En 2007, l'île a une capacité de 3 500 m3/j qui devrait atteindre 4 300 m3/j début 2008. Pour supprimer les pollutions et nuisances dues aux décharges et se mettre en règle avec les directives européennes et la loi, un incinérateur de déchets a été construit. Sa vapeur alimente une unité de dessalement d'eau de mer (ce double processus industriel est une première mondiale selon la collectivité).
Le milieu naturel est le principal atout de développement de l'île. Une réserve naturelle a été créée en 1996 ; elle est nommée depuis 2019 en hommage à l'une des personnes à l'origine de sa création, morte l'année précédente : réserve naturelle nationale de Saint-Barthélemy Nicole-Aussedat. Son territoire est partagé entre cinq secteurs maritimes :
- Les Gros Islets et le Pain de sucre au large de Gustavia,
- L'île Fourchue,
- Les îles Frégate et Toc Vers,
- Le nord-ouest de Saint-Barth (anse Colombier et île Petit Jean),
- Le nord-est de Saint-Barth (petit et grand Cul-de-sac, anse Marigot et île de la Tortue).

### Milieu naturel terrestre
Le milieu naturel terrestre s'est dégradé avec l'arrivée des premiers colons, pratiquement toutes les forêts d’origine ont été détruites pour l’élevage des caprins et ont été remplacées par une végétation secondaire. La plupart des arbres visibles sont jeunes, mais il en reste encore quelques-uns centenaires. La beauté de ces paysages rustiques et des plages de sable blanc est appréciée des touristes.

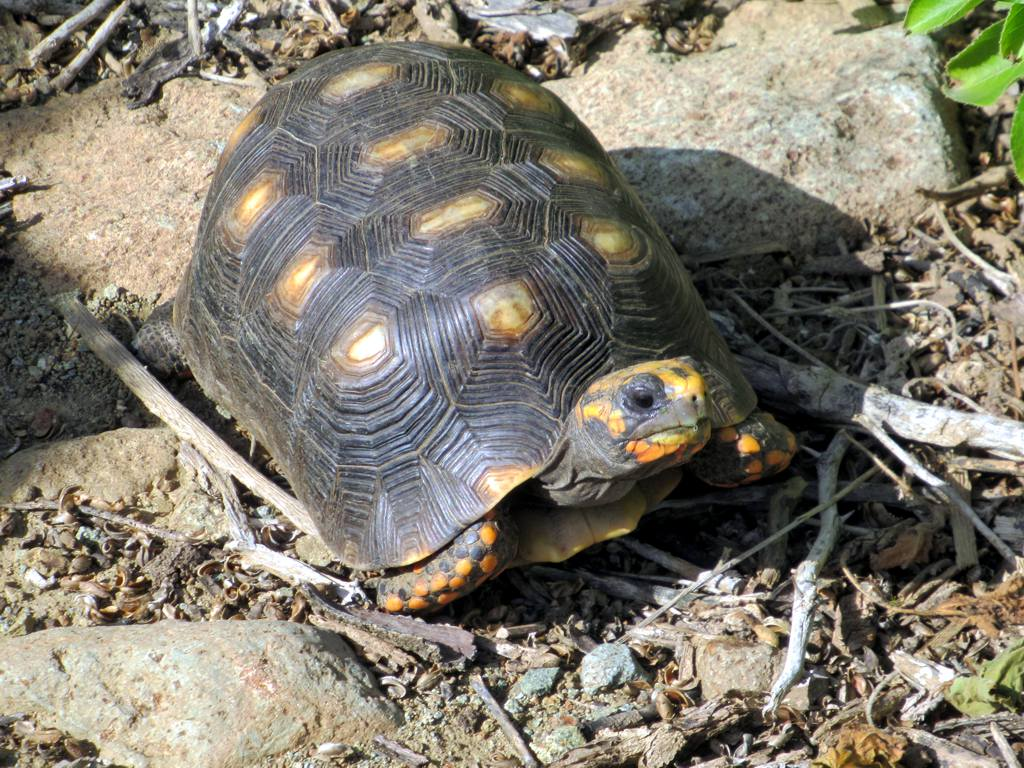
Une tortue charbonnière à pattes rouges évoluant à proximité de la petite anse de Colombier.

Contrairement à d’autres îles des Antilles, la faune d’origine est pratiquement intacte et les extinctions ont été jusqu’alors minimes. Mais avec l’urbanisation et les troupeaux de caprins devenus sauvages, elle s'est fortement raréfiée. C’est la seule île française à posséder encore des couleuvres (Alsophis rijgersmaei). Quelques tortues marines viennent encore pondre sur le littoral, où leurs œufs sont depuis longtemps collectés ou braconnés (une surveillance n'est organisée que sur la réserve). Ce sont surtout la tortue verte (Chelonia mydas) et la tortue imbriquée (Eretmochelys imbricata) ; la dernière ponte de tortue Luth daterait de 1982 (sur la plage de Flamands, selon le site de la réserve naturelle). La tortue charbonnière à pattes rouges (Chelonoidis carbonaria), espèce terrestre, est très abondante sur toute l’île (cf. amphibiens et reptiles de Saint-Barthélemy).
Les oiseaux, plus difficiles à chasser, sont encore nombreux, avec 13 espèces nicheuses qui font de cette île la plus riche en oiseaux marins nicheurs des petites Antilles. Hormis l'herminier (Puffinus lherminieri) et les paille-en-queue (Phaeton aethereus et Phaeton lepturus) qui s'alimentent au large, toutes les autres espèces dépendent du littoral. Les îlets Frégate et Toc-Vers abritent la reproduction de la sterne bridée (Onychoprion anaethetus), la sterne fuligineuse (Onychoprion fuscatus) et le noddi brun (Anous stolidus). Les poussins d'oiseaux marins tropicaux semblent très sensibles au phénomène dit de pollution lumineuse qui tend à se développer sur les îles habitées.
Dauphins (Tursiops truncatus) et baleines sont occasionnellement observés.
Les espèces endémiques strictes à l’île sont le Typhlops de St-Barth (Typhlops annae), la Solifuge de Béatrice (Ammotrechella beatriceae), la phryne de St-Barth (Charinus bruneti) et le Scorpion de St-Barth (Oiclus questeli).

### Milieu naturel marin

Carte topographique de Saint-Barthélemy.

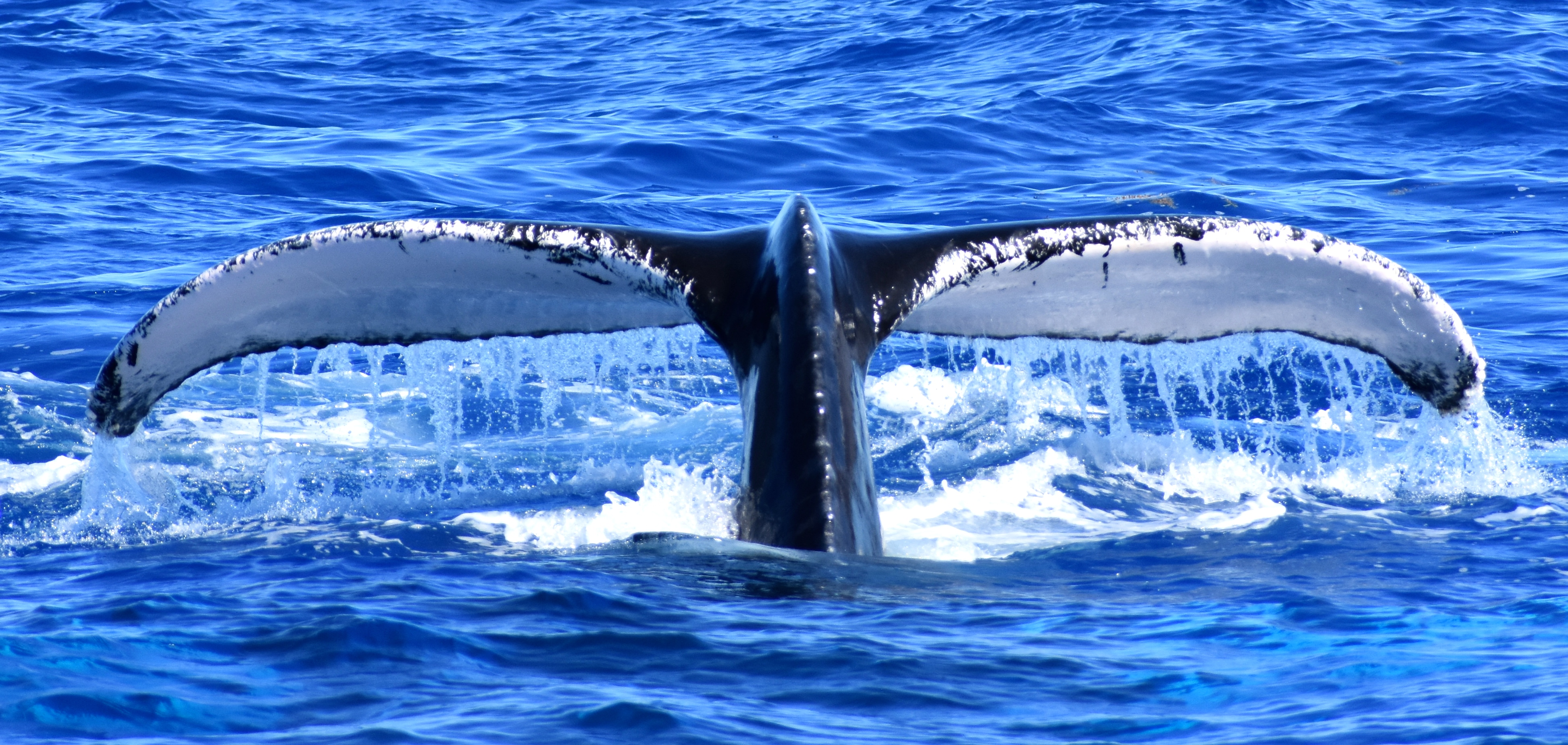
Une baleine à bosse (un mâle chanteur) sonde la réserve naturelle nationale de Saint-Barthélemy en mars 2018.

Le milieu naturel littoral et sous-marin est la seconde richesse naturelle de l'île, avec notamment ses coraux (51 espèces, et 31 genres différents), récifs bioconstruits, et les herbiers de phanérogames marines. Là aussi, d'importantes dégradations sont constatées, comme sur toutes les îles de l'arc antillais.
Ceci peut amplifier le risque de ciguatera. Rien que dans la réserve naturelle, 183 espèces de poissons étaient comptabilisés en 2007, avec une densité moyenne de 238 individus/100 m2, taux honorable par rapport à d'autres réserves antillaises.
Le SEI (Sustainable Ecosystems Institute) a déjà montré que les populations se reconstituaient nettement depuis 1996 autour de Gros-Ilets et de Pain de Sucre, restauration qui semble liée à la mise en réserve (la pêche n'est pas interdite dans toute la réserve).
Comme sur toutes les îles, les espèces introduites sont source de disparition d'espèces locales et d'appauvrissement de la biodiversité. Et les flux importants de touristes venant du monde entier augmentent les risques d'épidémies et de zoonoses, de même que les apports en mer d'eaux usées et de ruissellement mal épurées.
Une réserve naturelle a été créée en 1996 par un arrêté préfectoral au sein de laquelle la pêche est interdite dans les zones de protection renforcée et réglementée ailleurs. La gestion de la réserve a été confiée, depuis sa création, à l'association « GRENAT », dont le conseil d'administration est composé d'élus de la collectivité et de représentants de la société civile.
La pollution générale de l'environnement marin est responsable de la bioconcentration de métaux lourds (et probablement de résidus de pesticides) chez les mammifères marins et poissons du sommet de la pyramide alimentaire. Le mercure méthylé, en particulier, atteint fréquemment des taux préoccupants dans la chair des espèces prédatrices (thazards, thons, colas, espadons, marlins et voiliers) recherchés par les pêcheurs locaux et les touristes pêcheurs dits « sportifs ». Étant donné la forte augmentation de l'orpaillage sauvage et autorisé dans le nord de l'Amérique du Sud (Suriname, Guyane…), la situation ne devrait pas s'améliorer. Certaines espèces considérées comme de bons indicateurs de naturalité et qualité de l'environnement sont en forte régression, dont le lambi maintenant protégé (pêche très réglementée, en tout temps et tout lieu, mort ou vif).
Toutes les dégradations environnementales semblent pouvoir être attribuées aux modes de développement.

## Démographie
| 1671 | 1681 | 1682 | 1683 | 1686 | 1687 | 1688 | 1700 | 1730 |
| ---- | ---- | ---- | ---- | ---- | ---- | ---- | ---- | ---- |
| 336  | 379  | 410  | 406  | 448  | 443  | 424  | 90   | 321  |

| 1731 | 1732 | 1765 | 1766 | 1767 | 1775 | 1785 | 1786  | 1787  |
| ---- | ---- | ---- | ---- | ---- | ---- | ---- | ----- | ----- |
| 347  | 365  | 371  | 523  | 569  | 754  | 950  | 1 386 | 1 420 |

| 1788  | 1789  | 1790  | 1791  | 1792  | 1793  | 1794  | 1812  | 1815  |
| ----- | ----- | ----- | ----- | ----- | ----- | ----- | ----- | ----- |
| 1 551 | 1 663 | 1 556 | 1 622 | 1 488 | 1 982 | 2 212 | 5 482 | 5 763 |

| 1818  | 1819  | 1821  | 1826  | 1827  | 1828  | 1830  | 1831  | 1832  |
| ----- | ----- | ----- | ----- | ----- | ----- | ----- | ----- | ----- |
| 4 596 | 4 587 | 5 003 | 4 016 | 4 072 | 4 015 | 4 394 | 4 208 | 4 078 |

| 1833  | 1834  | 1835  | 1836  | 1838  | 1840  | 1843  | 1846  | 1847  |
| ----- | ----- | ----- | ----- | ----- | ----- | ----- | ----- | ----- |
| 3 720 | 3 681 | 3 548 | 3 340 | 2 960 | 2 497 | 2 509 | 2 590 | 2 356 |

| 1853  | 1854  | 1857  | 1866  | 1869  | 1872  | 1875  | 1880  | 1881  |
| ----- | ----- | ----- | ----- | ----- | ----- | ----- | ----- | ----- |
| 3 052 | 2 842 | 2 901 | 2 898 | 2 670 | 2 390 | 2 375 | 2 885 | 2 925 |

| 1882  | 1884  | 1885  | 1888  | 1889  | 1897  | 1901  | 1906  | 1911  |
| ----- | ----- | ----- | ----- | ----- | ----- | ----- | ----- | ----- |
| 2 931 | 2 555 | 2 600 | 2 654 | 2 674 | 2 793 | 2 772 | 2 616 | 2 545 |

| 1921  | 1926  | 1931  | 1935  | 1936  | 1946  | 1954  | 1961  | 1967  |
| ----- | ----- | ----- | ----- | ----- | ----- | ----- | ----- | ----- |
| 2 519 | 2 538 | 2 354 | 2 734 | 2 479 | 2 231 | 2 079 | 2 176 | 2 351 |

| 1974  | 1982  | 1990  | 1999  | 2007  | 2012  | 2014  | 2016  | 2018   |
| ----- | ----- | ----- | ----- | ----- | ----- | ----- | ----- | ------ |
| 2 491 | 3 059 | 5 038 | 6 854 | 8 450 | 9 131 | 9 427 | 9 793 | 10 124 |

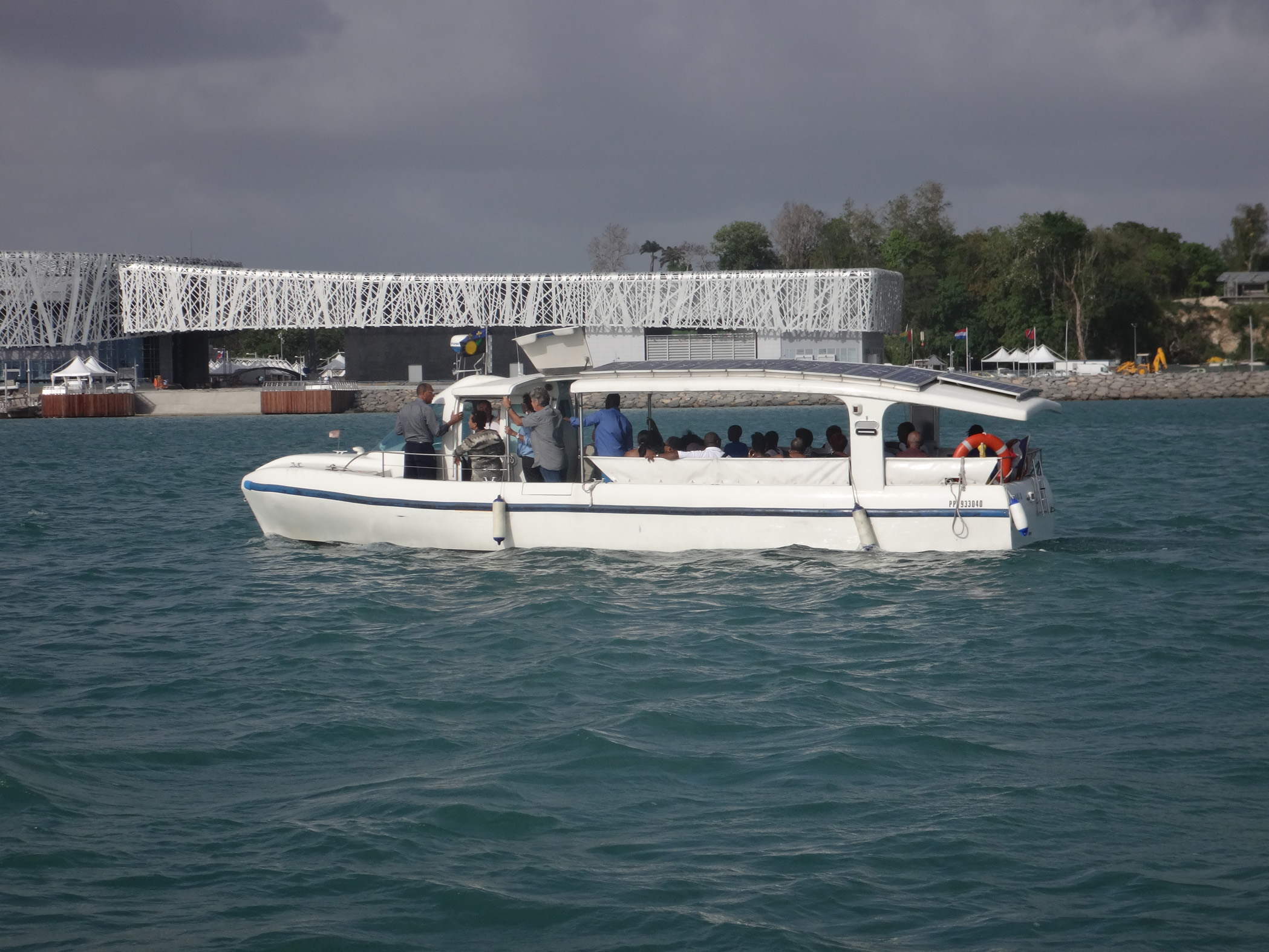
Ici, le Mémorial antillais et français ACTe sur l’esclavagisme dans l'histoire.

Au début du XXIe siècle, l'île est habitée en majorité par les descendants des colons normands, bretons, poitevins, saintongeais et angevins. Sa population a la particularité d'être à forte majorité d'origine européenne, la grande majorité de la population d'origine africaine ayant émigré dans les années qui suivirent l'abolition de l’esclavage de 1847. Quelques personnes savent encore parler le suédois, et travaillent dans le secteur du tourisme[réf. nécessaire]. Quelques plaques de rues sont bilingues français/suédois.
L'île a abrité, de mai 2008 jusqu'au 4 novembre 2010, la doyenne des Français, Eugénie Blanchard (Douchi), née sur l'île le 16 février 1896, également devenue doyenne de l'humanité le 2 mai 2010.

## Politique et administration

### Statut et représentation
Le statut de collectivité d'outre-mer (COM) de Saint-Barthélemy est contenu dans les lois du 21 février 2007 portant dispositions statutaires et institutionnelles relatives à l’outre-mer,.
Saint-Barthélemy est représentée au Sénat par une sénatrice, Micheline Jacques depuis le 1er octobre 2020.
À l'Assemblée nationale, l'île a précédemment fait partie, avec sa voisine Saint-Martin, de la quatrième circonscription de la Guadeloupe. Depuis les élections législatives en 2012, les deux territoires constituent une circonscription distincte créée par l'ordonnance du 29 juillet 2009. Le député de la circonscription est Frantz Gumbs depuis le 18 juin 2022.
Le représentant de l'État est le préfet de Saint-Barthélémy et de Saint-Martin, fonction de plein exercice créée par décret le 9 janvier 2025. Il siège à l'Hôtel de préfecture à Saint-Martin.
Auparavant, le représentant de l'État était le préfet de la Guadeloupe, assisté sur place par le préfet délégué de Saint-Barthélemy et de Saint-Martin (alias des Îles du Nord).
Contrairement à Saint-Martin, Saint-Barthélemy ne fait pas partie de l'Union européenne, à laquelle elle est seulement associée comme les autres pays et territoires d'outre-mer (PTOM), et ce depuis le 1er janvier 2012. Auparavant, elle était (comme Saint-Martin l'est toujours) une région ultrapériphérique (RUP), d'abord en tant que partie de la Guadeloupe (jusqu'en 2007) puis en son nom propre (2007-2011).

### Conseil territorial
La collectivité d'outre-mer de Saint-Barthélemy est administrée par un conseil territorial de 19 membres, un conseil exécutif de 7 membres et un président.
La loi du 21 février 2007 prévoit la création d'un Conseil économique, social, et culturel (CESC), dont le nombre des membres a été fixé à 11 par le décret du 25 mai 2007.
Ces conseils font partie d’une seule et même collectivité territoriale. Elle exerce l'ensemble des compétences précédemment dévolues à une commune, à un département, à une région, et, dans les domaines énoncés à l'article LO 6214-3 de la loi du 21 février 2007, à celle de l’État.
Le siège de la nouvelle collectivité est l'« hôtel de la Collectivité », établi en lieu et place de la mairie. Il est situé à « La Pointe », à l'entrée du port de Gustavia.

### Structures religieuses
La majorité de la population de Saint-Barthélemy est chrétienne. L'île est considérée comme le territoire le plus homogène religieusement des Antilles françaises, avec une importance particulière accordée à l'Église catholique.
Le territoire de Saint-Barthélemy constitue la paroisse Notre-Dame-de-l'Assomption qui dépend du diocèse de Basse-Terre et Pointe-à-Pitre dont le siège se trouve à la cathédrale Notre-Dame-de-Guadeloupe. Le presbytère se trouve dans le quartier de Lorient et date de 1822. L'édifice, comprenant la terrasse en maçonnerie, les escaliers, les dépendances et les jardins, est protégé au titre des monuments historiques de France depuis le 28 mars 2002.
Il existe deux principales églises catholiques (l'église Notre-Dame de l'Assomption de Lorient et l'église Notre-Dame-de-l'Assomption de Gustavia) et une chapelle (Sainte-Catherine de Sienne au Colombier),,. L’île abrite également deux écoles catholiques.
Saint-Barthélemy fait également partie du diocèse de la Caraïbe du Nord-Est et d'Aruba dépendant de l'Église d'Angleterre (Église dans la province des Antilles) qui dessert un petite minorité sur l'île, centrée dans l'église anglicane de Saint-Barthélemy construite entre 1853 et 1855. La petite communauté chrétienne pentecôtiste ne possède pas d'église propre et propose donc des services religieux au St Barth's Beach Hotel.
Enfin, l'île possède également un temple évangélique.
Les principales fêtes religieuses fêtées à Saint-Barthélemy sont Noël, le jour de l'Assomption de la Vierge Marie le 15 août, la Toussaint le 1er novembre, et la fête de la Saint-Barthélemy, saint patron de l'île, le 24 août.

### Monnaie
L’euro est l’unique monnaie officielle, même si le dollar américain est accepté dans nombre de commerces au taux de change du jour.

### Symboles
Le blason de Saint-Barthélemy est composé dans le chef azur, de trois fleurs de lys représentant la souveraineté française, sur la fasce de gueules, une croix de Malte qui rappelle la possession et le gouvernement des Hospitaliers de l'ordre de Saint-Jean de Jérusalem et dans la pointe d'azur, trois couronnes royales en souvenir de l'époque où l'île était possession de la couronne de Suède.

Blason de Saint-Barthélemy.
Drapeau de Saint-Barthélemy.

### Les quartiers
Gustavia est la principale agglomération de l'île. Les deux autres plus gros quartiers sont Saint-Jean et Lorient.
L’île de Saint-Barthélemy constitue une collectivité unique, mais elle est néanmoins divisée en quarante quartiers :
- vingt en la paroisse Sous le Vent, à l'ouest ;
- vingt en la paroisse Au Vent, à l'est.

Carte des quarante quartiers de Saint-Barthélémy

| Paroisse Sous le Vent | Paroisse Sous le Vent | Paroisse Au Vent | Paroisse Au Vent          |
| № carte               | Quartier              | № carte          | Quartier                  |
| --------------------- | --------------------- | ---------------- | ------------------------- |
| 1                     | Colombier             | 21               | Morne Criquet             |
| 2                     | Flamands              | 22               | Morne de Dépoudré         |
| 3                     | Terre Neuve           | 23               | Gouverneur                |
| 4                     | Grande Vigie          | 24               | Anse du Gouverneur        |
| 5                     | Corossol              | 25               | Morne Rouge               |
| 6                     | Merlette              | 26               | Grande Saline             |
| 7                     | La Grande Montagne    | 27               | Petite Saline             |
| 8                     | Anse des Lézards      | 28               | Lorient                   |
| 9                     | Anse des Cayes        | 29               | Barrière des Quatre Vents |
| 10                    | Le Palidor            | 30               | Camaruche                 |
| 11                    | Public                | 31               | Grand Fond                |
| 12                    | Col de la Tourmente   | 32               | Toiny                     |
| 13                    | Quartier du Roi       | 33               | Devet                     |
| 14                    | Le Château            | 34               | Vitet                     |
| 15                    | Aéroport              | 35               | Grand Cul-de-Sac          |
| 16                    | Saint-Jean            | 36               | Pointe Milou              |
| 17                    | Gustavia              | 37               | Mont Jean                 |
| 18                    | La Pointe             | 38               | Marigot                   |
| 19                    | Lurin                 | 39               | Anse de Grand Cul-de-Sac  |
| 20                    | Carénage              | 40               | Petit Cul-de-Sac          |

## Politique
Le corps électoral de Saint-Barthélemy est très majoritairement de droite.
Au premier tour de l'élection présidentielle de 2017, Emmanuel Macron arrive en tête avec 40,71 % des suffrages, devançant Marine Le Pen (22,50 %) et  François Fillon (16,22 %). Au second tour, Emmanuel Macron s'impose avec 58,43 % des voix, contre 41,57 % à Marine Le Pen.
En 2012, Nicolas Sarkozy obtient 62,44 % des suffrages, loin devant François Hollande qui, avec 10,08 %, est lui-même devancé par Marine Le Pen à 11,41 %. Au second tour, il recueille 82,70 % contre 17,30 % au président élu. Lors du 2e tour de l'élection présidentielle de 2007, l'île avait voté pour le candidat UMP à 77,73 %, contre 22,27 % à Ségolène Royal. En 2002, Jacques Chirac avait obtenu 87,56 % des suffrages contre 12,44 % à Jean-Marie Le Pen.

## Économie
L'économie de l'île est essentiellement axée sur le tourisme de luxe et la construction ; Saint-Barthélemy possède également le statut de port franc. La collectivité a également acquis, en plus de celles dévolues à une commune, les compétences d'un département, d'une région et celles de l'État, prévues à l'article LO 6214-3 de la loi organique :
1. impôts, droits et taxes ; cadastre ;
2. urbanisme, construction, habitation, logement ;
3. circulation routière et transports routiers ; desserte maritime d'intérêt territorial ; immatriculation des navires ; création, aménagement et exploitation des ports maritimes, à l'exception du régime du travail ;
4. voirie; droit domanial et des biens de la collectivité ;
5. environnement, y compris la protection des espaces boisés ;
6. accès au travail des étrangers ;
7. énergie ;
8. tourisme ;
9. création et organisation des services et des établissements publics de la collectivité.

Pour éviter le tourisme de masse, la population a opté dans les années 1960-1970 pour une approche favorisant le tourisme des plus fortunés. L'île bénéficie peu des services qu'offre la métropole, ni des services publics habituellement mis en œuvre par une commune de métropole : les voiries ont longtemps été en très mauvais état, les services de santé se résument à un dispensaire et à un hôpital local sans bloc opératoire, l'éducation nationale assure la scolarité jusqu'à la classe de seconde, ce qui implique des coûts financiers importants pour la poursuite des études. Elle bénéficie toutefois de la péréquation des tarifs de l'électricité, ce qui lui permet de bénéficier d'une énergie à un prix (hors taxes) identique à celui pratiqué en métropole.
Les produits de consommation courante, tous importés par avion ou bateau, sont sur-tarifés (avec un surcoût d'environ 25 % pour les produits de construction, voire 400 % pour certaines denrées alimentaires). Le coût de la vie est donc très élevé, notamment les loyers.
De plus, les secteurs qui peuvent être visités par les touristes sont très limités : les quartiers et secteurs où se dressent les villas de luxe sont surveillés par des sociétés de gardiennage privées, et sont inaccessibles pour les touristes, et même, pour les habitants locaux. Les touristes sont surtout localisables dans les secteurs et rues commerçantes de Gustavia. Le séjour des touristes aux budgets modestes est très court, le plus souvent, en raison du coût très élevé de la vie locale.
Le 18 décembre 2007 est créé en application de la loi organique no 2007-223 et la loi no 2007-224 du 21 février 2007, le CESC (Conseil économique social et culturel) de Saint-Barthélemy.
Le 8 novembre 2008, la collectivité installe un établissement territorial consacré au service des entreprises de l'île : la Chambre économique multiprofessionnelle de Saint-Barthélemy. Composée de douze membres élus parmi les professionnels de l'île, établis depuis au moins cinq ans. Cette chambre sert de centre de formalités des entreprises, assure la formation de ses ressortissants, assure le soutien aux entreprises et la promotion des activités économiques de l'île.

### Tourisme de luxe
L'île est connue pour être fréquentée par des millionnaires et des milliardaires accostant avec leurs luxueux yachts principalement en hiver (le prix du carburant pour les yachts étant moins cher et leurs propriétaires pouvant profiter du soleil des Caraïbes). Haut lieu de la jet set internationale, on y trouve des hommes d'affaires, des personnalités du cinéma et de la télévision et des familles d'héritiers richissimes. Le cimetière de Lorient abrite la tombe du chanteur et acteur français Johnny Hallyday, inhumé à Saint-Barthélemy le 11 décembre 2017.
L'île comporte une majorité de villas très souvent avec une piscine à débordement et parfois un terrain de tennis. Les prix au mètre carré des biens immobiliers y sont extrêmement élevés et démarrent à un million d'euros pour un « deux pièces » à Gustavia. Ils peuvent monter jusqu'à plusieurs dizaines de millions de dollars pour les propriétés situées en bord de mer.
Parmi les célébrités possédant — ou ayant possédé — une villa sur l'île, ou ayant déjà séjourné à « Saint-Barth », on peut noter :
- Roman Abramovitch (propriétaire d'une villa[52] à Colombier et à l'Anse du Gouverneur[53],[54]
- Paul Allen
- Beyoncé et Jay-Z (ne possèdent pas de villa[55])
- Jon Bon Jovi
- Bono (ne possède pas de villa[56])
- Dany Boon (ne possède pas de villa[57])
- Warren Buffett
- Mariah Carey
- Cindy Crawford (ne possède pas de villa[58])
- Jean-Claude Darmon (ne possède pas de villa[59])
- Hélène Darroze (ne possède pas de villa[60])
- Leonardo DiCaprio (ne possède pas de villa[61])
- Gérard Drouot (propriétaire d'une villa[62])
- Harrison Ford
- Bill Gates (ne possède pas de villa[63])
- Johnny Hallyday
- Tom Hanks (ne possède pas de villa[56])
- Estelle Lefébure (ne possède pas de villa[64])
- Dua Lipa (ne possède pas de villa[65])
- Eva Longoria (ne possède pas de villa[66])
- Jennifer Lopez et Ben Affleck (ne possèdent pas de villa[67])
- Laurence Parisot (propriétaire d'une villa[53],[68])
- Paul McCartney (ne possède pas de villa[69])
- Andreï Melnitchenko
- Vincent Moscato
- Kate Moss (ne possède pas de villa[56],[70])
- Rupert Murdock
- Yannick Noah (ne possède pas de villa[56])
- Rudolf Noureev (propriétaire d'une villa à Toiny)
- Gwyneth Paltrow (propriétaire d'une villa[56])
- Puff Daddy
- Yves Rénier
- Jean Reno (propriétaire d'une villa[53],[71])
- David Rockefeller (propriétaire d'une villa désormais détenue par l'homme d'affaires américain et négociant en matières premières Adam Sinn[53])
- Famille Rothschild
- Mikaël Silvestre (propriétaire d'une villa[53])
- Steven Spielberg (ne possède pas de villa[56],[72])
- Sharon Stone (ne possède pas de villa[73])
- Alessandra Sublet (ne possède pas de villa mais ses parents y vivent leur retraite[74])

## Transports
Saint-Barthélemy est desservi par l'aéroport de Saint-Barthélemy-Rémy-de-Haenen qui se trouve dans le quartier de Saint-Jean. Auparavant nommé Gustave-III, l'aéroport a été rebaptisé Rémy-de-Haenen en 2015, en hommage à l'ancien maire de Saint-Barthélemy, pionnier de l’aviation dans les Caraïbes.
Le port qui se trouve à Gustavia comprend deux installations, le port de plaisance (Gustavia) et le port de commerce (Anse du Public). Le réseau routier territorial de l'île se compose d'une quarantaine de kilomètres de routes étroites, pentues et sinueuses. Il n'y a pas de transports en commun à Saint-Barthélemy. L'automobile et le scooter sont donc les moyens de locomotion motorisés les plus fréquemment utilisés. Il y a deux stations de taxis sur l'île : l'une est à l'aéroport Rémy-de-Haenen et l'autre à Gustavia, sur les quais.

## Culture et patrimoine

### Fêtes

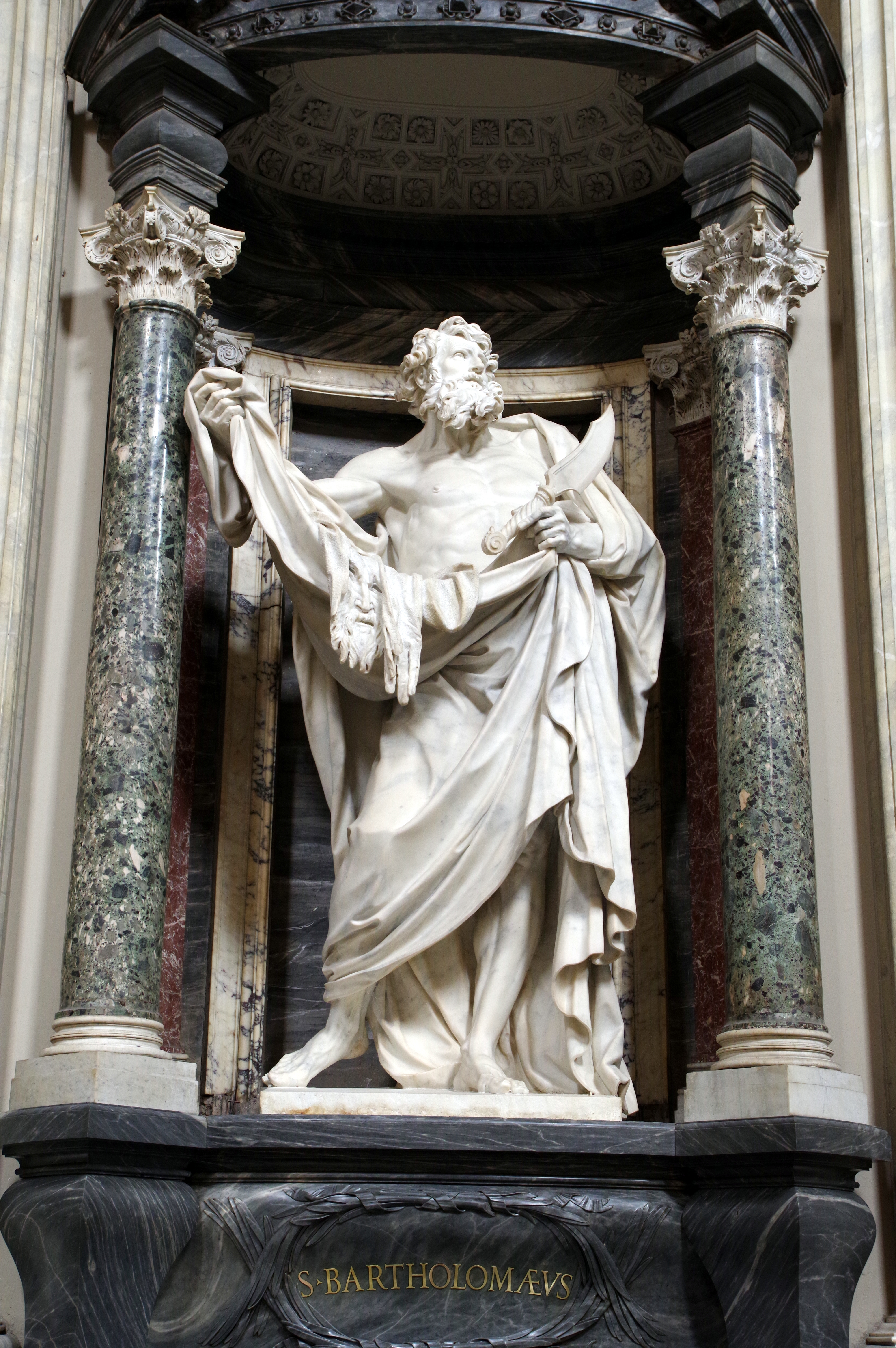
Saint Barthélemy patron du territoire du même nom, des bouchers, tanneurs et relieurs. Ici représenté en Italie.

Une des fêtes du territoire est celle de la Saint-Barthélemy, le 24 août. Barthélemy, saint patron du territoire, est d'après le Nouveau Testament un des Douze Apôtres, c'est-à-dire un des douze disciples distingués par Jésus de Nazareth. De plus, il est considéré comme le saint patron des bouchers, des tanneurs et des relieurs.

### Langue
La langue officielle est le français. Les langues maternelles de la population de souche sont le patois saint-barth dans la partie « sous le vent » de l'île, le créole saint-barth dans la partie au vent et l'anglais de Gustavia. Le patois est proche du français québécois et des autres variétés du français populaire des Amériques tandis que le créole parlé (de moins en moins) est une variété archaïque très similaire à celui qui est parlé aux Saintes, ces deux langues insulaires étant parlées par la population d'ascendance européenne. Le créole guadeloupéen est également très employé par la population.
L'anglais est très courant, et généralement parlé en seconde langue. Il est acquis que quasiment tous les adultes sur l'île maîtrisent l'anglais. Le suédois a disparu depuis les années 1970, mais il reste une langue culturelle du patrimoine, car de nombreux documents des archives, entre 1784 et 1878, sont rédigés en suédois, qui fut la langue coloniale de cette époque. De nombreuses plaques de rues sont rédigées en suédois et français.

### Éducation
Les écoles publiques de Saint-Barthélemy sont sous l’autorité de l’académie de la Guadeloupe et de son recteur. L’île de Saint-Barthélemy dispose d’une école maternelle (toute petite section, petite section, moyenne section et grande section), de trois écoles primaires (CP, CE1, CE2, CM1, CM2). Le collège Mireille-Choisy situé à Gustavia (6e, 5e, 4e, 3e et 2de) est l’unique collège public de Saint-Barthélemy.
Il y a aussi deux écoles privées sur l’île, l’école Sainte-Marie située à Colombier, et l’école Saint-Joseph à Lorient.
L’île de Saint-Barthélemy ne dispose pas d’un lycée. Les lycées les plus proches sont le lycée professionnel des Îles du Nord, situé à Concordia, et récemment le Lycée d'enseignement général et technologique Robert-Weinum à la cité scolaire de La Savane (à Saint-Martin).
L’île de Saint-Barthélemy ne dispose pas non plus d’une université. L'université des Antilles implantée en Guadeloupe et en Martinique est l'université française la plus proche pour les élèves et étudiants de Saint-Barthélemy.

### Santé
L’île de Saint-Barth dispose d’un centre hospitalier et d’un dispensaire. Situé à Gustavia, l’hôpital de Bruyn à une capacité de vingt lits. Il dispose d’un service de médecine pouvant accueillir dix patients, d’un service de chirurgie avec une capacité de trois lits et d’un SSR (Soins de suite et de réadaptation) d’une capacité de sept places. L’hôpital de Bruyn dispose d’une radiologie numérisée et d’un service d’urgences générales.
Le dispensaire de l’île de Saint-Barthélemy propose des consultations gynécologiques (pré et post-natales), des consultations PMI (Protection maternelle et infantile), un service de vaccination pour les enfants de 0 à 6 ans. Le dispensaire dispose d’un centre d’auto dialyse, composé de deux postes de dialyse.

### Sécurité
La sécurité de la collectivité d'outre-mer (COM) de Saint-Barthélemy est assurée par la Brigade Territoriale Autonome (BTA) de la Gendarmerie Nationale située au Fort Oscar à Gustavia et composée de treize sous-officiers, deux gendarmes adjoints volontaires et quatre gendarmes mobiles détachés mais aussi par la police territoriale composée de onze policiers dont deux adjoints administratifs.
Il n'y a pas de prison à Saint-Barthélemy et la délinquance y est quasiment inexistante. Les faits les plus graves (rares) concernent l'ivresse sur la voie publique, les excès de vitesse, et les violences domestiques (dont les disputes conjugales, ainsi que les violences surtout envers les femmes).
Les résidences, et certains lotissements sont très souvent dotés d'un service de sécurité privé, avec des gardiens, et autres agents de sécurité.
Le Service territorial d’incendie et de secours de Saint-Barthélemy situé à St-Jean :
les sapeurs-pompiers de Saint-Barthélemy sont composés de neuf professionnels (officiers, sous-officiers et hommes du rang) et de 47 volontaires, ainsi que d’un membre du personnel administratif.
Au niveau régional, la sécurité de l'île de Saint-Barthélemy est également assurée par les Forces armées aux Antilles.

### Sport

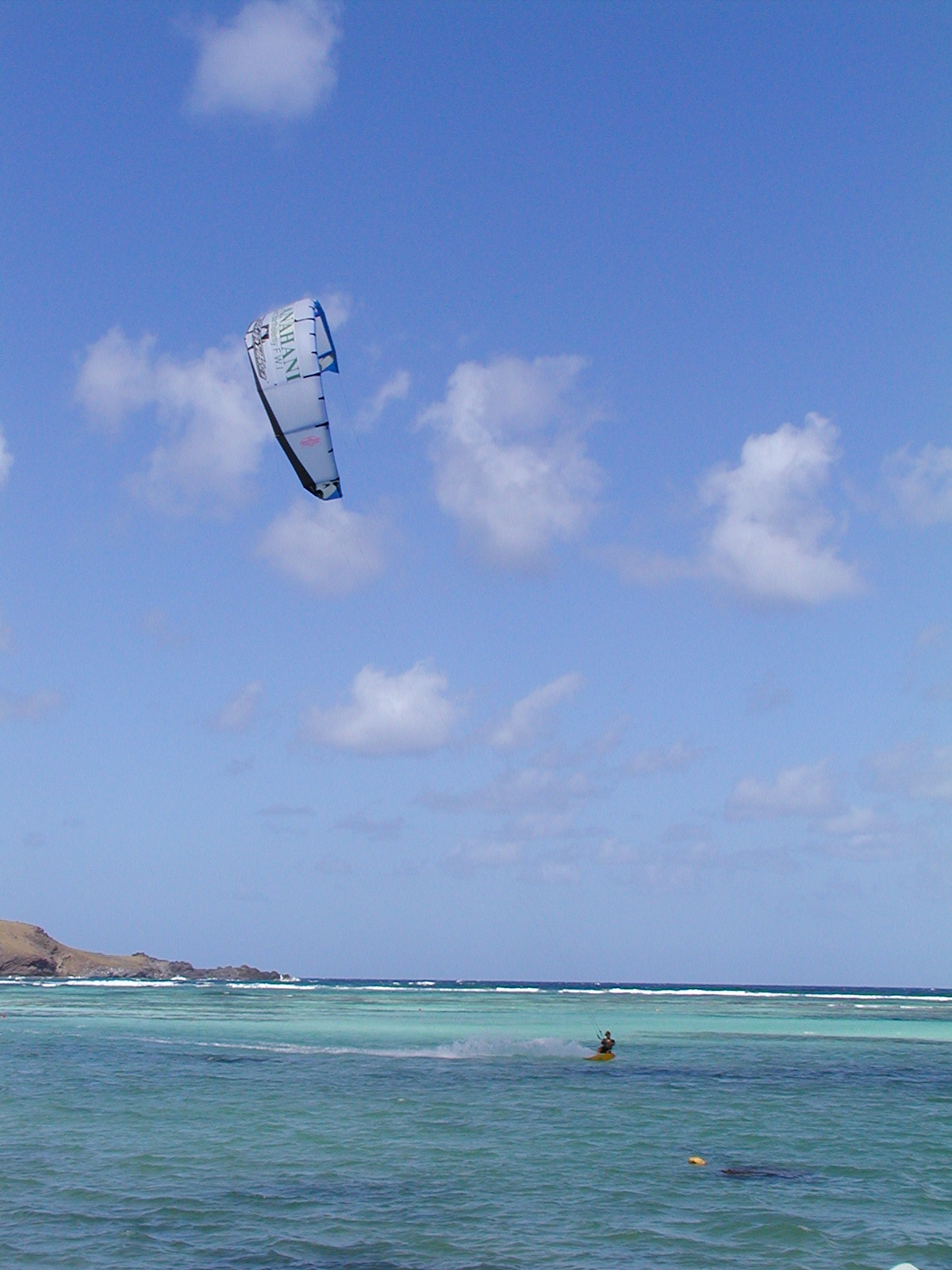
Kitesurfing dans la Baie de Saint-Jean.

L'île de Saint-Barthélemy est équipée d'un stade territorial (football ; rugby ; athlétisme), le stade de Saint-Jean situé dans le quartier de Saint-Jean.
Le rugby est le sport roi à Saint-Barthélemy, « Les Barracudas de Saint-Barthélemy », nommé ainsi en référence au poisson féroce des Caraïbes, est le club phare de l'île. Cette équipe a remporté le championnat des Antilles - Guyane en 2013, 2016 et 2017.
Le football est le deuxième sport le plus pratiqué à Saint-Barthélemy. L'île possède une équipe nationale de football même si elle n'est actuellement pas membre de la CONCACAF ou de l'Union caribéenne de football. Le championnat et la Coupe sont organisés par le Comité territorial de football de Saint-Barthélemy. Il y a cinq équipes qui participent à ces deux compétitions :
- AS Gustavia ;
- Les Diables Rouges ;
- FC Arawak ;
- ASPSB (AS des portugais de Saint Barth) ;
- La Team FWI (dernière équipe créée de l'île).

Gustavia est également connue comme un paradis pour le yachting, avec de nombreux événements qui s'y déroulent chaque année. Il s'agit notamment de la St Barths Bucket Regatta, de la Saint Barth's Cup et des Voiles de St. Barth en avril, ainsi que de l'International Regatta en mai. La pêche en haute mer est également pratiquée depuis les fronts de mer de Lorient, Flamands et Corossol pour pêcher le thon, le marlin, la bonite, le barracuda et le Thazard noir.  Le tournoi Open Fishing de St Barth a lieu en juillet.
La Transat AG2R, organisée tous les deux ans, prend son départ à Concarneau en Bretagne et arrive Saint-Barthélemy. C'est une course en double avec des voiliers monocoques de 10 mètres de longueur dotés des équipements de sécurité essentiels. Par ailleurs, la Transat Lorient-Les Bermudes-Lorient est une course transatlantique à la voile en double aller-retour sans escale et sans assistance, partant de Lorient et arrivant à Lorient, les marins étant contraints de passer par une bouée au large des Bermudes ou de Saint-Barthélemy selon les éditions. Cette transat ne connut que trois éditions en 1979, 1983 et 1989.
Le kitesurf et d'autres sports nautiques sont également devenus populaires sur l'île ces dernières années, notamment à la plage du Grand Cul-de-Sac (Baie de Grand Cul de Sac) pour les sports venteux comme le kitesurf, et à la plage de Saint Jean (Baie de Saint Jean) à Lorient, à Toiny et Anse des Cayes pour le surf. 
Le tennis est également populaire sur l'île et compte plusieurs clubs de tennis, le Tennis Club de Flamboyant à Grand Cul-de-Sac, l'AJOE Tennis Club à Orient et l'ASCO à Colombier.
Le marathon suédois, également appelée Gustavialoppet, a lieu tous les ans en décembre. Des courses de 2 kilomètres et 12 kilomètres sont organisées lorsque des enfants, des femmes et des hommes participent aux courses.

### Musées
- Wall House Museum
- Musée Municipal de Saint-Barthélemy
- Kalinas & Tainos
- Inter Oceans Museum
- Musée « Le P'tit Collectionneur »

### Monuments historiques

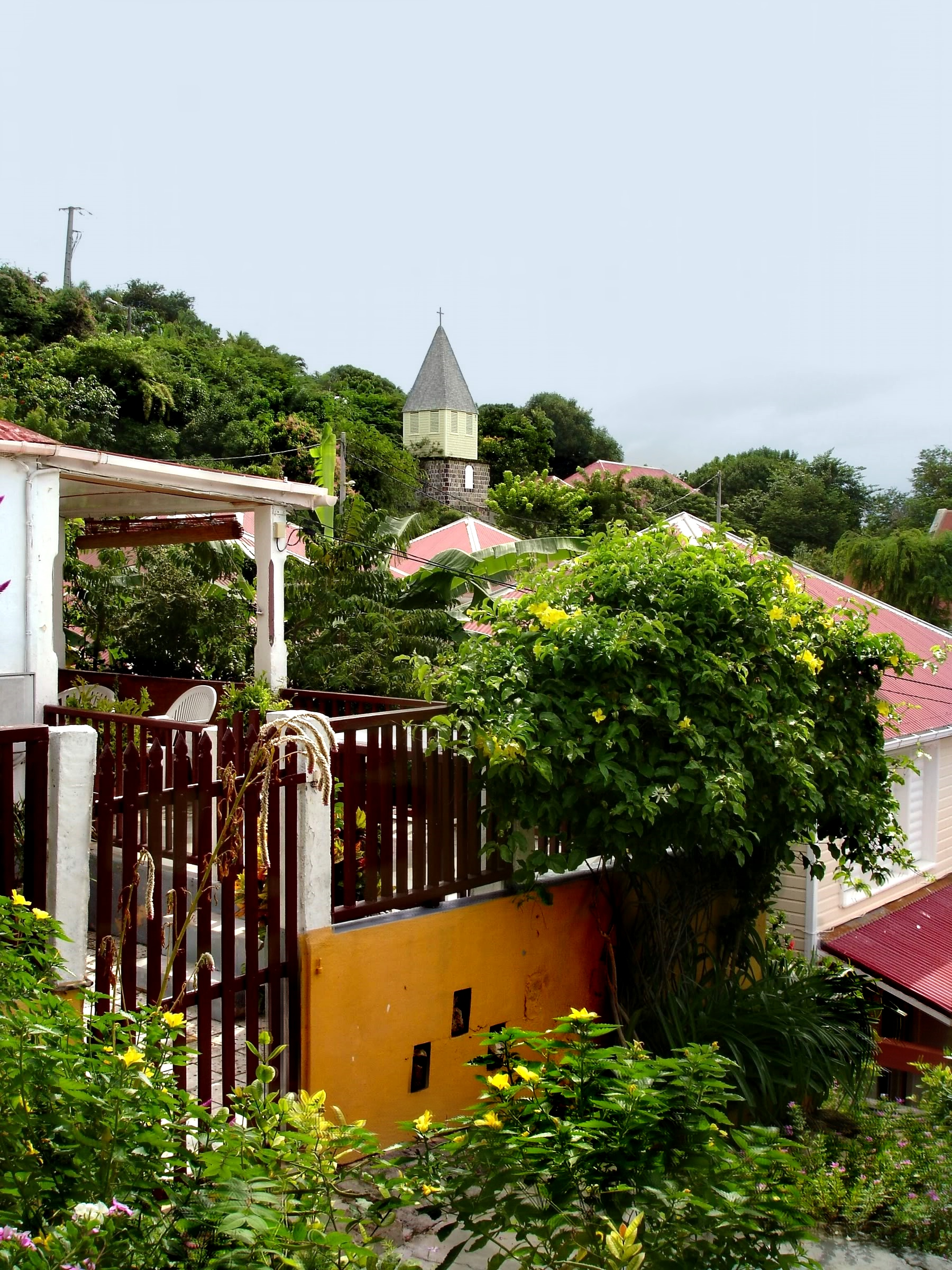
Le clocher de l'église Notre-Dame-de-l'Assomption à Gustavia.

Saint-Barthélemy compte sept monuments inscrits, six sont situés à Gustavia et un dans le quartier de Lorient :
- batterie suédoise du fort Gustav III à Gustavia ;
- clocher suédois de Gustavia abritant une cloche fondue en 1799 à Stockholm ;
- église Notre-Dame-de-l'Assomption à Gustavia ;
- maison Dinzey, dite Le Brigantin, à Gustavia ;
- maison des Gouverneurs de Gustavia, (ancien hôtel de ville de Gustavia) à Gustavia ;
- ancien presbytère de l'église catholique de Gustavia ;
- église de Lorient de Saint-Barthélemy dans le quartier de Lorient.

### Autres monuments et sites touristiques
Gustavia
- Le phare à Gustavia
- Wall House (musée - bibliothèque)
- Fort Karl
- Sous-préfecture (ancienne prison suédoise)
- Musée « Le P’tit Collectionneur »
- Ancre
- Bibliothèque Municipale de Gustavia[84]

Lorient
- La tombe de Johnny Hallyday se trouve au cimetière de Lorient. Johnny Hallyday possédait une villa sur les hauteurs de Lorient[85].

Quartier Public
- Cimetière suédois

Quartier Corossol

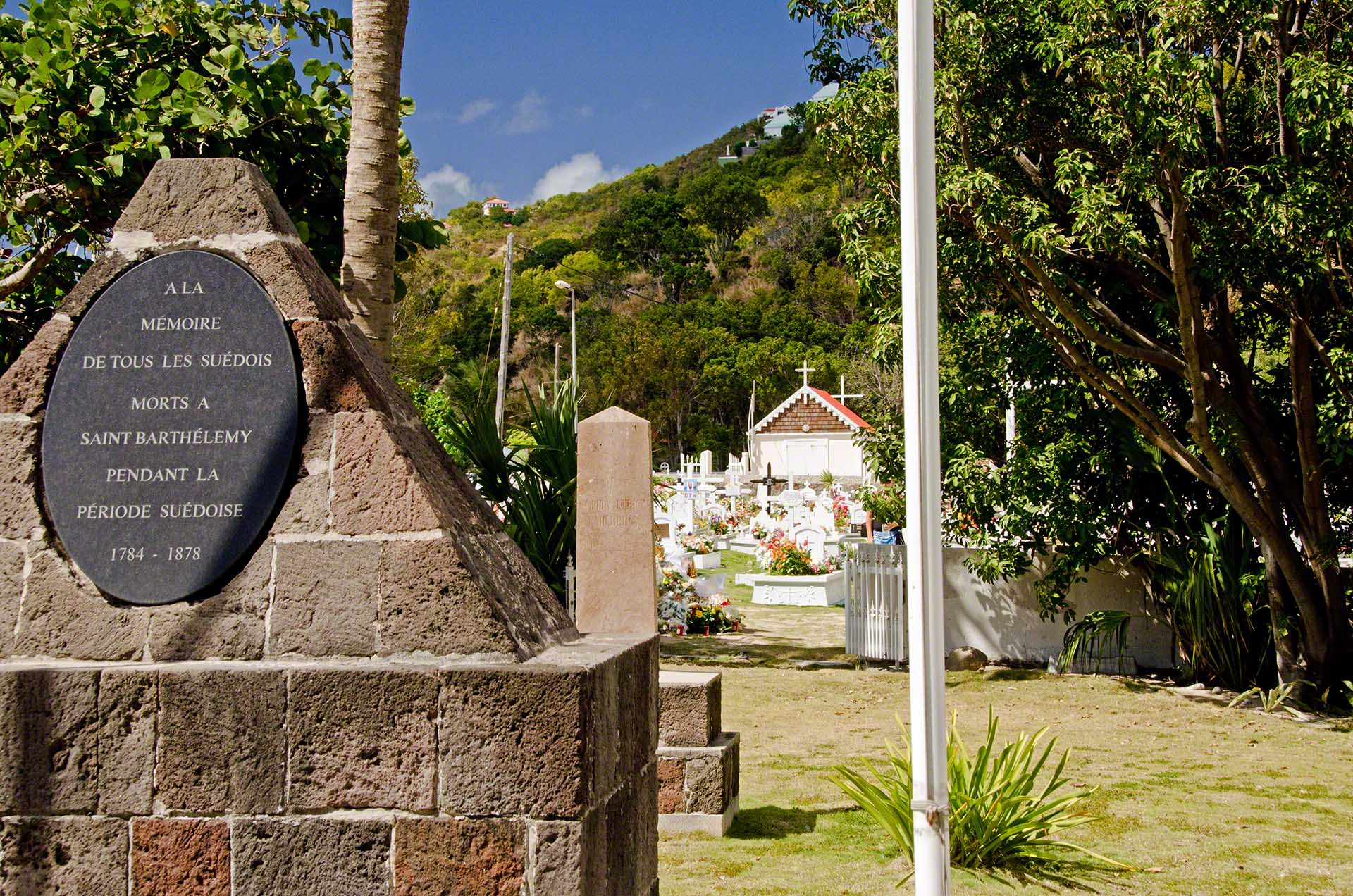
Le cimetière suédois de Public.

- Musée international du coquillage (Inter-Oceans Museum) à Corossol répertorie plus de neuf mille spécimens du monde entier.

Quartier du Col de la Tourmente
- La statue Savaku représentant un indien arawak à Saint-Jean, dominant l'aéroport au niveau du col de la Tourmente[86].

### Personnalités liées à Saint-Barthélémy
- Robert Liensol (1922-2011), acteur français né à Saint-Barthélémy.
- Dylan Verrechia (1976), auteur-réalisateur originaire de Saint-Barthélemy.

(Voir aussi la section sur cette page consacré au tourisme de luxe, listant des célébrités possédant — ou ayant possédé — une villa sur l'île, ou ayant déjà séjourné à « Saint-Barth »).

### Médias
Presse écrite
- Le Journal de St-Barth[87] : journal hebdomadaire d’information locale
- Le 97133[88] : hebdomadaire d'info pratique et de petites annonces locales
- Saint-Barth Magazine : journal mensuel d’information locale
- Le News : quotidien en français et en anglais

Radios
- Guadeloupe 1re : radio généraliste publique de proximité
- Radio Saint Barth : radio musicale diffusée en FM sur 98.7 et 103,7 MHz
- Tropik FM : radio musicale diffusée en FM sur 97.5 et 104,9 MHz
- Radio des Iles St Barth (RDI) : radio commerciale généraliste de proximité diffusée en FM sur 89,7 MHz
- Radio Transat : radio musicale, FM 95,5 et 103,1 MHz

Télévision
- Guadeloupe 1re : chaîne de télévision généraliste publique de proximité.
- Carib’inTV : chaîne de télévision généraliste privée de proximité trilingue commune à Saint-Barthélemy et Saint-Martin

## Courrier postal

### Général
L'île de Saint-Barthélemy a conservé son code postal 97133, issu de son rattachement historique à la Guadeloupe et ce malgré l'attribution du code 977 à la collectivité par l'INSEE.
Pour adresser du courrier postal à destination de Saint-Barthélemy depuis l'étranger, il est recommandé d'indiquer « FRANCE » sur la dernière ligne de l'adresse.

### Programme philatélique spécifique
Le conseil exécutif a demandé en 2013 à la direction exécutive de la poste et en 2014 au ministère chargé des Petites et Moyennes Entreprises, de l’Innovation et de l’Économie numérique l’autorisation de créer un programme philatélique spécifique à Saint-Barthélemy.
La date de la première apparition d’un timbre à Saint-Barthélemy a d'abord été le 15 juillet 2014. Sans doute l’idée est de suivre l’exemple des autres COM comme Saint-Pierre-et-Miquelon ou la Polynésie française ayant leurs propres timbres postaux.[réf. nécessaire]